# Maria Clara Pacheco
Maria Clara Lima Pacheco, född 16 juli 2003, är en brasiliansk taekwondoutövare.

## Karriär
I maj 2023 tog Pacheco brons i 57 kg-klassen vid VM i Baku. I oktober 2023 tog hon silver i 57 kg-klassen vid panamerikanska spelen i Santiago efter en finalförlust mot kanadensiska Skylar Park. Pacheco tog även brons tillsammans med Caroline Santos och Sandy Macedo i lagtävlingen.
Vid sommaruniversiaden 2025 i Essen tog Pacheco guld i 57 kg-klassen efter att ha besegrat tunisiska Chaima Toumi i finalen.